# مايكل كلارك (ملاكم)
مايكل كلارك (بالإنجليزية: Michael Clark)‏ مواليد 10 يوليو 1973 في كولومبوس، هو ملاكم أمريكي يصنف ضمن فئة وزن الوسط.

## إحصائيات
خاض خلال مسيرته 58 نزالا، فاز في 44 وتعادل في 1 وخسر في 12. فاز بالضربة القاضية في 18 نزالا.

## روابط خارجية
- مايكل كلارك على موقع بوكس ريك (الإنجليزية) (registration required)